# Jason Schreier
Jason Schreier (10 maggio 1987) è un giornalista statunitense specializzato nel settore dei videogiochi.
Ha collaborato con Wired, Kotaku e Bloomberg. È autore di Blood, Sweat, and Pixels (2017) e di Press Reset (2021).